# 原角鹿科
原角鹿科（Protoceratidae）是北美洲已滅絕的草食性偶蹄動物。牠們的外觀像鹿。牠們介乎1-2米長，約有西方狍至加拿大馬鹿的大小。牠們不像現今的有蹄類，腳上是沒有砲骨的。牠們的齒列像現今的鹿及牛，顯示牠們是以草或其他類似東西為食物。牠們的胃部結構像駱駝的胃般複雜。相信一些物種是群居生活的。
原角鹿科的最大特徵是在雄性的角上。除了在一般的位置上有角外，牠們的鼻端上另有一角。這些一是像四角鹿般成對的，或是像奇角鹿般在頂尖分叉。原角鹿科的角可能是有皮膚的，這會像長頸鹿的鹿角。雌性的一是沒有角，或是有非常細小的角，可能用作性顯示或吸引異性之用。後期雄性原角鹿科的鹿角大小足以互相比拼。